# Резолюция Совета Безопасности ООН 1866
Резолюция 1866 Совета Безопасности Организации Объединенных Наций — резолюция Совета Безопасности ООН, единогласно принятая 13 февраля 2009 года.

### Резолюция
Совет Безопасности решил продлить мандат миссии ООН по наблюдению в Грузии (МООННГ) до 15 июня и заявил о своем намерении обозначить к тому времени элементы будущего присутствия ООН в регионе.
Совет призвал уважать и соблюдать положения, изложенные в пункте 2(а) московского соглашения о прекращении огня и разъединении сил от 14 мая 1994 года. Также Совет Безопасности предложил провести консультации и согласование пересмотренного режима безопасности, принимая к сведению рекомендации в отношении режима безопасности, содержащиеся в последнем докладе Генерального секретаря ООН о положении в Абхазии, Грузия (документ S/2009/69).
В своем докладе Генеральный секретарь ООН предложил:
- включить в режим безопасности, среди прочего, строгое соблюдение режима прекращения огня на суше, на море и в воздухе;
- создать ”Зону безопасности" по обе стороны от линии прекращения огня, где присутствие вооруженных сил и техники будет запрещено;
- запрет на полеты военной авиации и беспилотных летательных аппаратов в этой и смежных зонах;
- назначение каждой стороной уполномоченных представителей, которые будут поддерживать связь между собой с целью обмена информацией, предотвращения напряженности и урегулирования инцидентов.

Совет подчеркнул необходимость воздерживаться от применения силы и от любых актов этнической дискриминации против лиц, групп или учреждений, и обеспечить, без каких-либо различий, безопасность людей, соблюдения их прав на свободу передвижения и защиту имущества беженцев и перемещенных лиц. Совет Безопасности также призвал воздерживаться от создания каких-либо препятствий и содействовать оказанию гуманитарной помощи пострадавшим от конфликта, включая беженцев и внутренне перемещенных лиц, а также содействовать их добровольному, безопасному, достойному и беспрепятственному возвращению к местам проживания.
Совет призвал активизировать усилия по рассмотрению вопроса о региональной безопасности и стабильности и вопроса о беженцах и внутренне перемещенных лицах в рамках проходящих в данное время в Женеве обсуждений.
В заключении была выражена просьба к Генеральному Секретарю ООН к 15 мая 2009 года представить доклад об осуществлении резолюции, положении на местах и любых рекомендациях в отношении будущей деятельности сил ООН в данном регионе.